# James Sands
James Hoban Sands (* 6. Juli 2000 in Rye, New York) ist ein US-amerikanischer Fußballspieler; seine taktische Position ist das Mittelfeld. Zum Winter 2024/25 wechselte er auf Leihbasis in die Bundesliga zum FC St. Pauli. 

## Karriere

### Verein
Sands spielte bis 2015 in der Jugendmannschaft des New York Soccer Clubs und ging anschließend in die Nachwuchsakademie von New York City FC. Im Juni 2017 erhielt er dort einen Profivertrag und wurde zum ersten Homegrown Player des Vereins. Im September 2017 debütierte Sands in der MLS, als er am 29. Spieltag der Saison 2017 gegen die Colorado Rapids in der 67. Minute für Andrea Pirlo eingewechselt wurde. Dies blieb sein einziger Saisoneinsatz. Im August 2018 wurde er an den Louisville City FC in die USL verliehen; dort absolvierte er drei Spiele, zudem kam er in der Saison 2018 zu drei Einsätzen in der MLS für New York. Nach seiner Rückkehr spielte er dann regelmäßig und gewann 2021 mit dem Verein erstmals die Meisterschaft. Im Januar 2022 wurde er an den schottischen Rekordmeister Glasgow Rangers verliehen, zum 1. März 2023 kehrte er zurück nach New York. Im Januar 2025 wurde er bis zum Saisonende an den Bundesligisten FC St. Pauli ausgeliehen.

### Nationalmannschaft
Von 2015 bis 2018 spielte Sands für diverse US-amerikanische Jugendnationalmannschaften und erzielte dabei in 17 Partien einen Treffer. Am 12. Juli 2021 debütierte Sands in der A-Nationalmannschaft der USA. Im ersten Gruppenspiel des Gold Cups gegen Haiti wurde er beim 1:0-Sieg in der 76. Minute für Nicholas Gioacchini eingewechselt. Auch in den folgenden fünf Turnierspielen kam er dann zum Einsatz und gewann am Ende mit der Auswahl den Titel.

## Erfolge
Verein
Louisville City FC
- Meister der United Soccer League: 2018

New York City FC
- Meister der Major League Soccer: 2021

Glasgow Rangers
- UEFA-Europa-League-Finalist: 2022
- Schottischer Pokalsieger: 2022

Nationalmannschaft
- Gold-Cup-Sieger: 2021